# Hoghiz
Hoghiz [ˈhogis] (deutsch Warmwasserbrunn, Warmbach, oder Warmbrunn am Alt, siebenbürgisch-sächsisch Warmbech, ungarisch Héviz, lateinisch Calida Aqua) ist eine Gemeinde im Kreis Brașov, in Siebenbürgen, Rumänien.
Der Ort Hoghiz ist auch unter der deutschen Bezeichnung Warmbrunn und der ungarischen Olthéviz bekannt.

## Geographische Lage

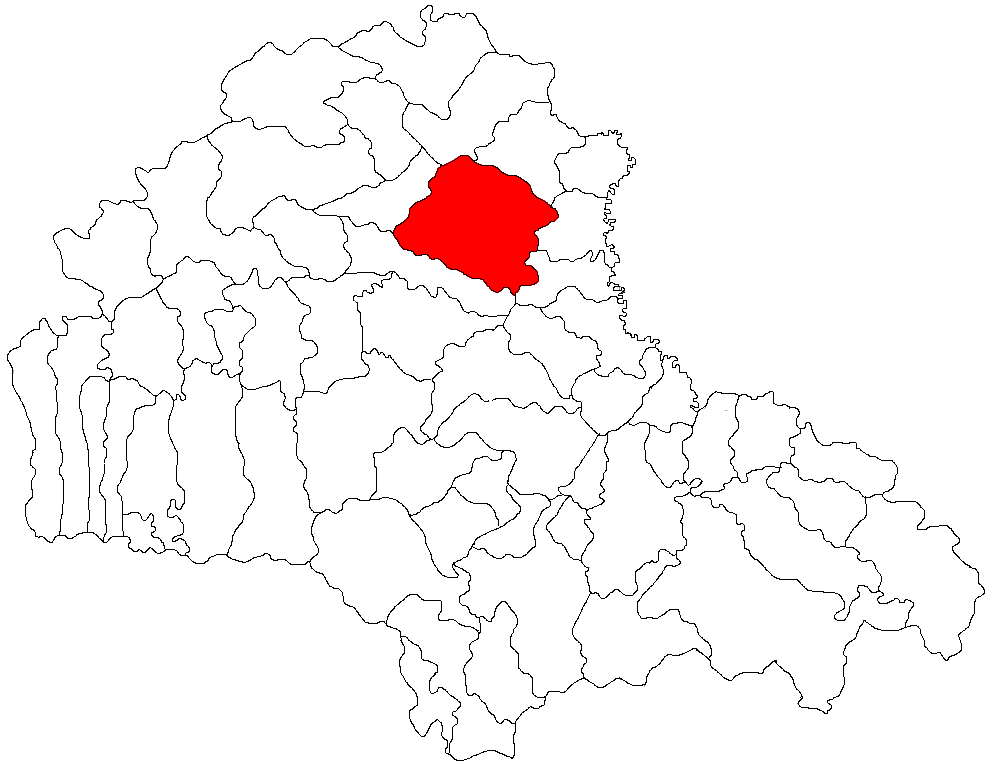
Lage der Gemeinde Hoghiz im Kreis Brașov

Die Gemeinde Hoghiz liegt im Südosten des Siebenbürgischen Beckens westlich vom Perșani-Gebirge. Am Fluss Olt (Alt) und der Europastraße 60 befindet sich der Ort Hoghiz sieben Kilometer südlich von der Kleinstadt Rupea (Reps), die Kreishauptstadt Brașov (Kronstadt) etwa 60 Kilometer südöstlich entfernt.
Auf dem Areal der Gemeinde befinden sich Mineralwasserquellen und im Südosten der Pădurea-Bogății-Wald (Geisterwald), ein Naturschutzgebiet in Rumänien.
Der nächstgelegene Bahnhof befindet sich in der Kleinstadt Rupea an der Bahnstrecke Teiuș–Brașov, etwa dreieinhalb Kilometer von Hoghiz entfernt.

## Geschichte
Hoghiz wurde erstmals 1235 urkundlich erwähnt und hatte mit der Burg Kalnoky, dem Schloss Haller und Valenta im Mittelalter eine strategische Bedeutung im Westen der Perșani-Berge. Die Geschichte der Besiedlung der Region reicht jedoch weit mehr zurück. Etwa ein Kilometer im Westen von Hoghiz – von den Einheimischen La Cetate genannt – befinden sich am linken Olt Ufer die Ruinen einer Burg die in der Römerzeit deuten.
Im Königreich Ungarn lag die Gemeinde im Stuhlbezirk Kőhalom (heute Rupea) im Komitat Groß-Kokelburg, anschließend im Kreis Târnava-Mare und ab 1950 im heutigen Kreis Brașov.

## Bevölkerung
Bei der Volkszählung 1850 wurden auf dem Areal der Gemeinde Hoghiz 3427 Menschen gezählt. 2024 waren Rumänen, 1156 Magyaren, 143 Roma, 61 waren Rumäniendeutsche und 42 bezeichneten sich als Juden. Die höchste Einwohnerzahl der Gemeinde (5057) und die der Rumänen (3025) wurde 1992 erreicht; die der Magyaren (1731) 1977, die der Roma (443) 1956 und die der Rumäniendeutschen 1850. Des Weiteren wurden Ukrainer, Serben und Slowaken registriert.
2011 lebten in der Gemeinde Hoghiz 5025 Menschen. 3324 waren Rumänen, 1344 Magyaren, 185 Roma, vier Rumäniendeutsche und restliche machten keine Angaben zu ihrer Ethnie.

## Sehenswürdigkeiten
- Die Burg Kalnoky im 13. Jahrhundert errichtet und im 16. erneuert, steht unter Denkmalschutz.[6]
- Das Schloss Haller im 16. Jahrhundert errichtet und im 19. erneuert, in dem heute die Schule des Ortes sich befindet, steht unter Denkmalschutz.[6]
- Das Schloss Guthman-Valenta 1553 errichtet und im 18. Jahrhundert erneuert, steht unter Denkmalschutz.[6]
- Die reformierte Kirche,[9] 1749 errichtet, steht unter Denkmalschutz.[6]
- Die ältere rumänisch-Orthodoxe Kirche[10]
- Auf dem Areal des eingemeindeten Dorfes Dopca (Daken) befinden sich die Naturschutzgebiete Cheile Dopca (Schlucht), die Microcanionul în bazalt de la Hoghiz und der Cotul Turzunului-Mäander, eine im Durchmesser neun Kilometer[4] große Flussschlinge des Olt.
- Im eingemeindeten Dorf Cuciulata (Katscheloden) mehrere Anwesen wie auch die Holzkirche Cuvioasa Paraschiva, stehen unter Denkmalschutz.[6]

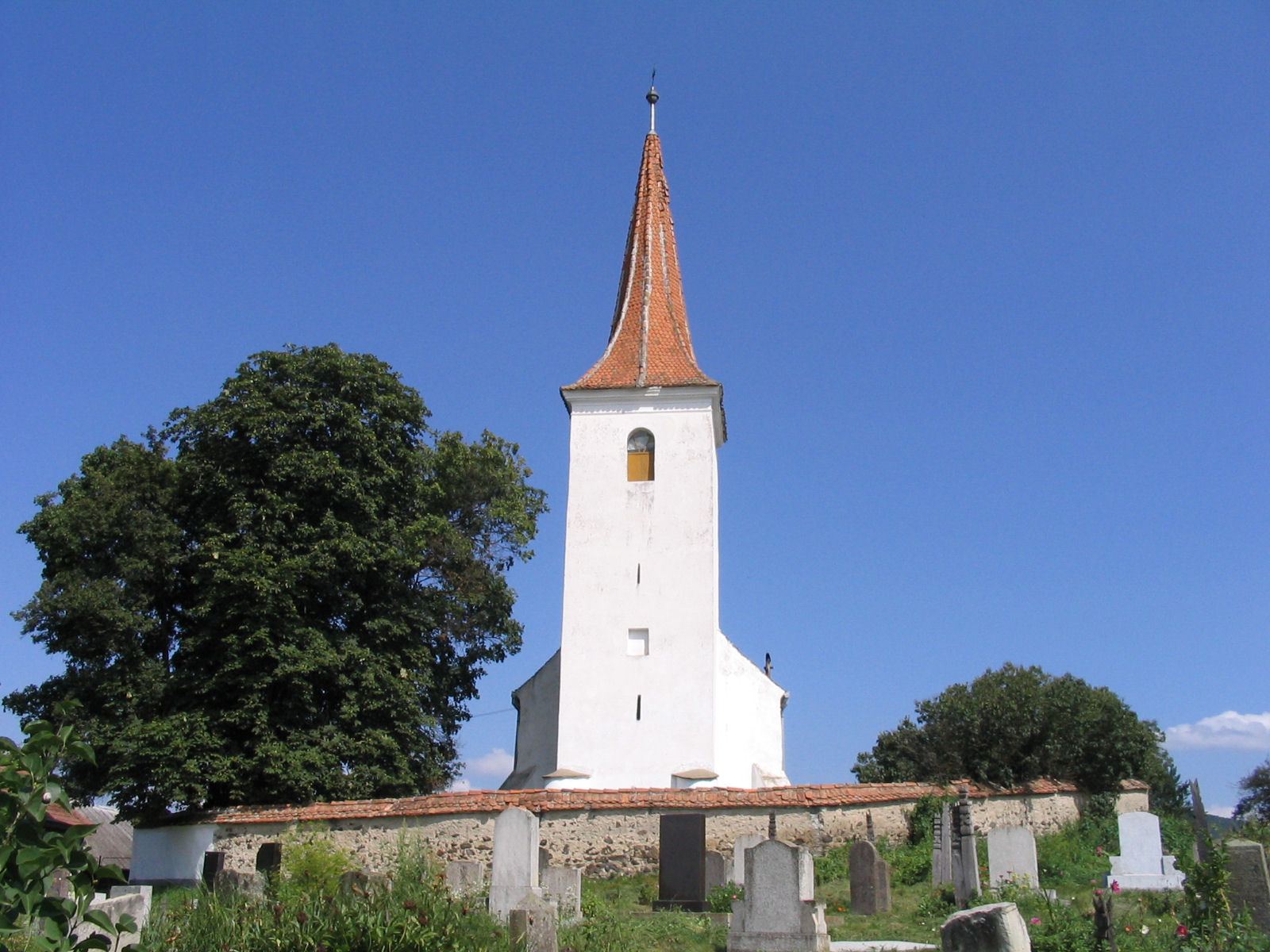
Reformierte Kirche
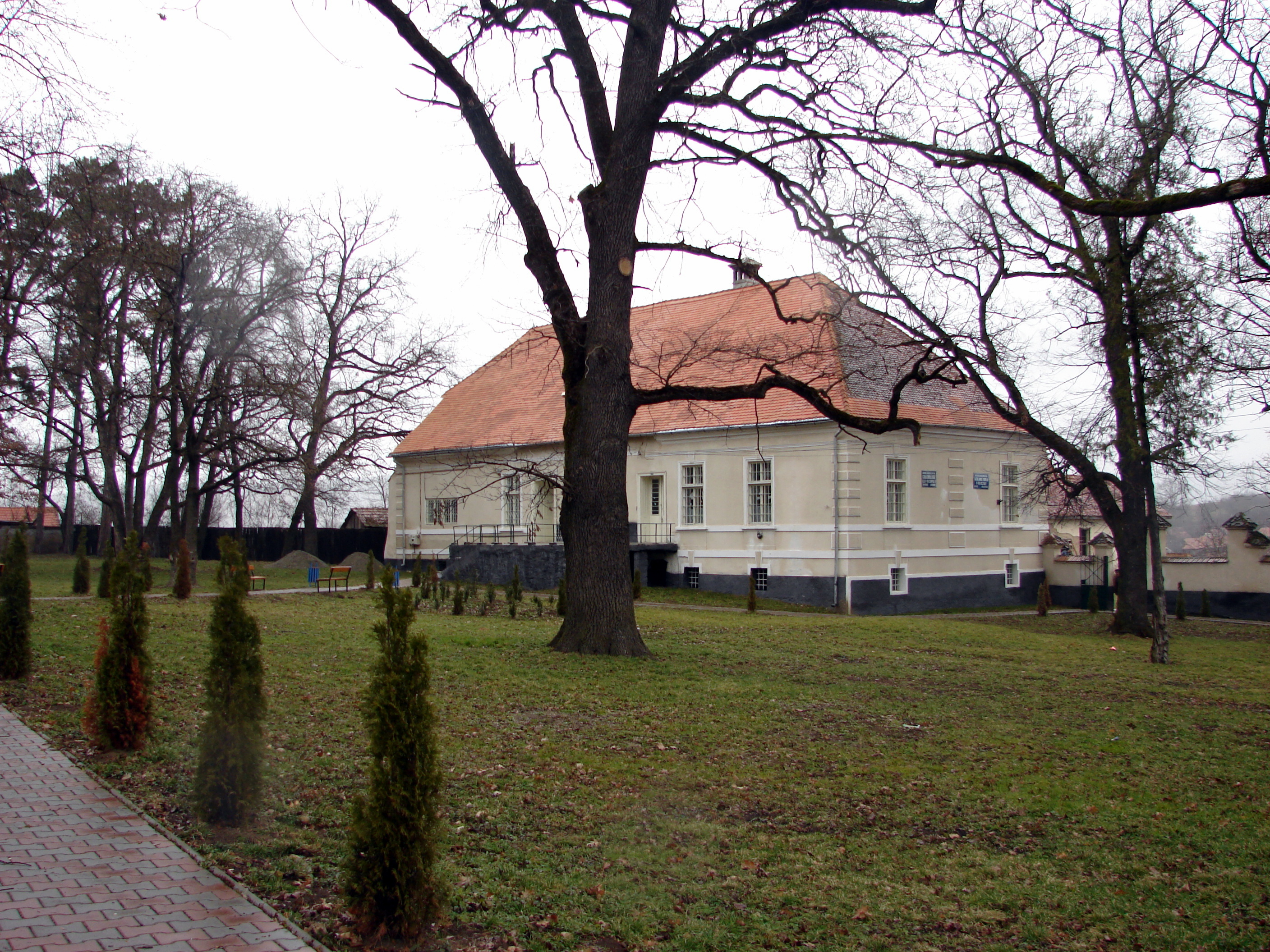
Schloss Haller
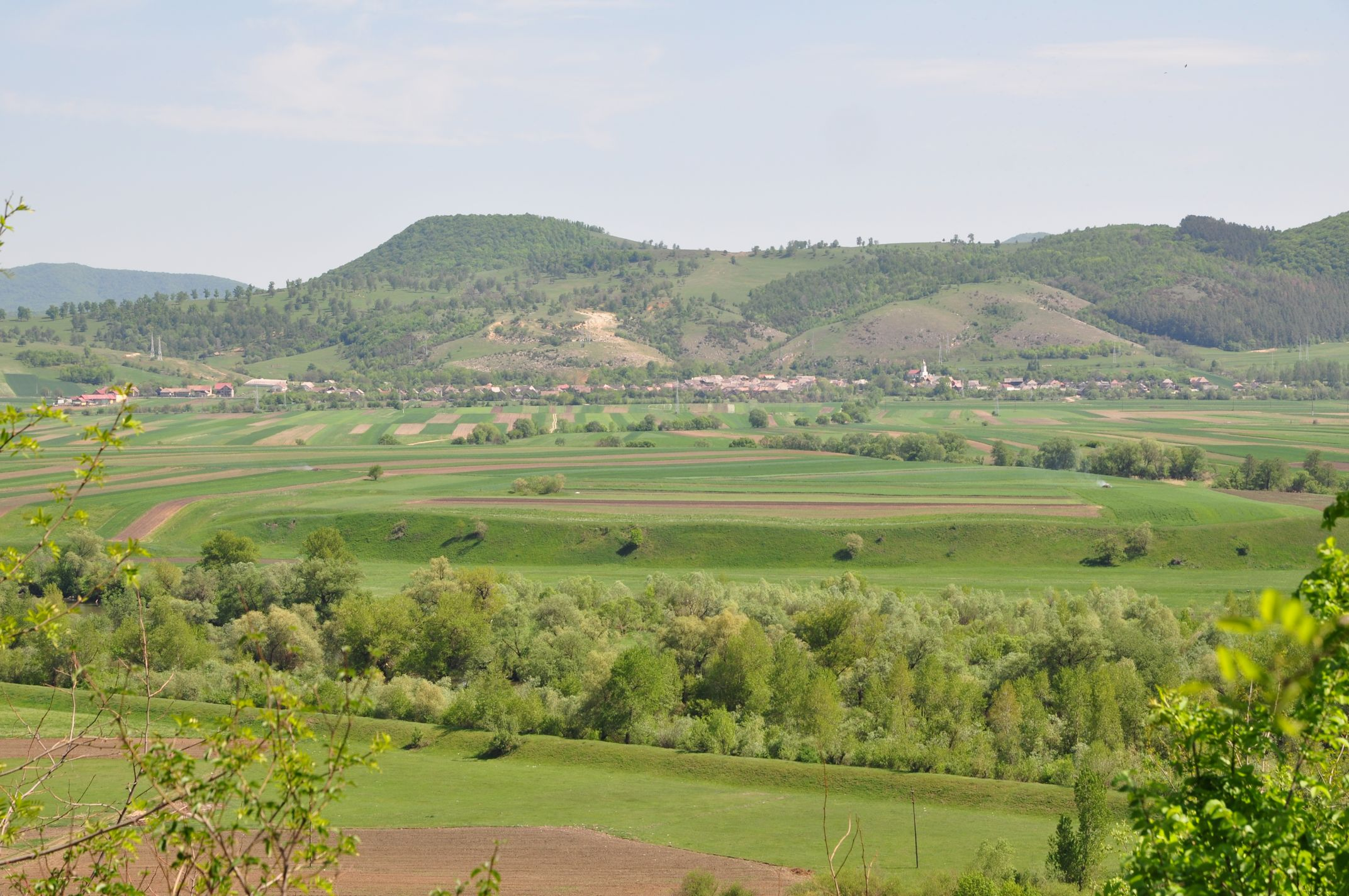
Blick auf Hoghiz
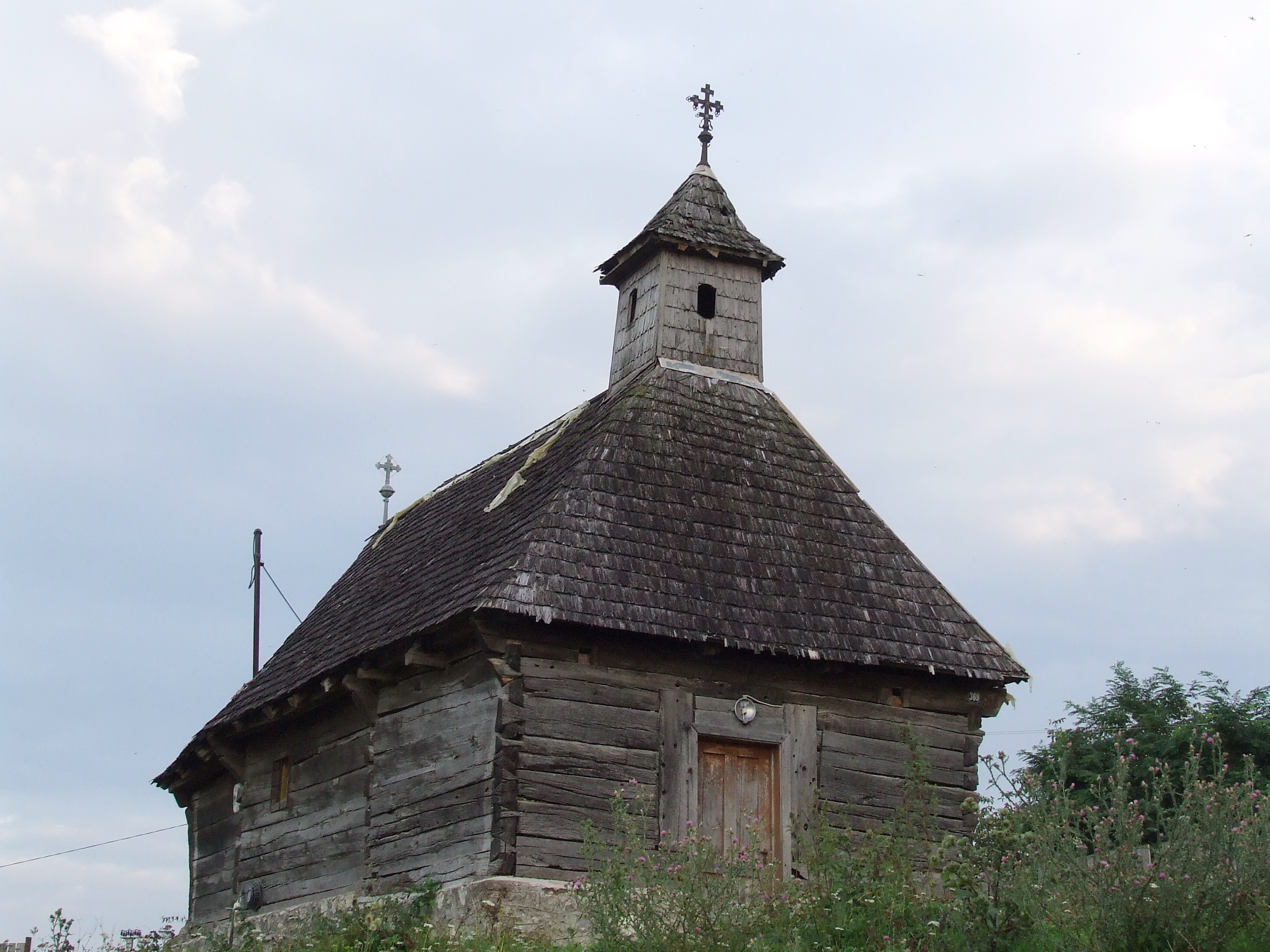
Holzkirche in Cuciulata